# 解虞県
解虞県（かいぐ-けん）は中華人民共和国山西省にかつて存在した県。
1954年、解県及び虞郷県が合併し成立した。1958年に安邑県、臨猗県、永済県と統合され運城県に統合され消滅した。